# Vuelta al Táchira 1978
La 13ª edición de la Vuelta al Táchira se disputó desde el 08 hasta el 18 de enero de 1978.
Perteneció al calendario de la Federación Venezolana de Ciclismo. El recorrido contó con 10 etapas y 1182 km, transitando por los estados Mérida, Lara, Portuguesa, Barinas y Táchira.
El ganador fue el venezolano Efraín Rodríguez del equipo Lotería del Táchira, quien fue escoltado en el podio por Patrocinio Jiménez y Plinio Casas.
Las clasificaciones secundarias fueron; Patrocinio Jiménez ganó la clasificación por puntos y la montaña, el sprints para Anatoly Slauta, y la clasificación por equipos la ganó Lotería del Táchira.

## Equipos participantes
Participaron varios equipos conformados por entre 6 y 8 corredores, con equipos de Venezuela, Polonia, Unión Soviética, Argentina, Italia y Colombia.
| - Lotería del Táchira - Lotería del Táchira B - Club Martell - Club Martell B - Selección de Táchira - Selección de Barinas - Selección de Trujillo - Dirección de Educación - Gobernación de Mérida - Selección de Guárico | - Selección de Colombia - Selección de Unión Soviética - Selección de Polonia - Selección de Italia - Selección de Argentina |

## Etapas
| Etapa | Fecha       | Recorrido                    | Km  | Ganador              | Lider            |
| 1ª    | 8 de enero  | Circuito en San Cristóbal    | 100 | Carlos Guerrero      | Carlos Guerrero  |
| 2ª    | 9 de enero  | San Cristóbal - La Grita     | 108 | Plinio Casas         | Plinio Casas     |
| 3ª    | 10 de enero | La Grita - Tovar             | 139 | Leonardo Bonilla     | Plinio Casas     |
| 4ª    | 11 de enero | Tovar - Mérida               | 83  | José Castellanos     | Plinio Casas     |
| 5ª    | 12 de enero | Circuito en Mérida           | 86  | Patrocinio Jiménez   | Plinio Casas     |
| 6ª    | 13 de enero | Barquisimeto - Barquisimeto  | 62  | Marino Bastianello   | Plinio Casas     |
| 7ª A  | 15 de enero | CRI de Quíbor a Barquisimeto | 27  | Víctor Suarez        | Plinio Casas     |
| 7ª B  | 15 de enero | Barquisimeto - Acarigua      | 79  | Víctor Suarez        | Plinio Casas     |
| 8ª    | 16 de enero | Acarigua - Barinas           | 170 | Olinto Silva         | Efraín Rodríguez |
| 9ª    | 17 de enero | Santa Bárbara - Rubio        | 170 | Justo Galaviz        | Efraín Rodríguez |
| 10.ª  | 18 de enero | Rubio - San Cristóbal        | 125 | Luis Enrique Murillo | Efraín Rodríguez |

## Clasificaciones[2]

### Clasificación general
| Posición | Ciclista             | Equipo                | Tiempo     |
|          | Efraín Rodríguez     | Lotería del Táchira   | 31:34:48   |
| 2º       | Patrocinio Jiménez   | Selección de Colombia | + 00:01:32 |
| 3º       | Plinio Casas         | Selección de Colombia | + 00:02:31 |
| 4º       | Domingo Mercado      | Lotería del Táchira   | + 00:04:01 |
| 5º       | Luis Enrique Murillo | Selección de Colombia | + 00:04:46 |
| 6º       | Leonardo Bonilla     | Club Martell          | + 00:04:59 |
| 7º       | Epifanio Arcila      | Selección de Trujillo | + 00:07:53 |
| 8º       | Nicolás Reidtler     | Lotería del Táchira   | + 00:09:59 |
| 9º       | José Castellanos     | Club Martell          | + 00:14:16 |
| 10º      | Agustín Chamorro     | Selección de Colombia | + 00:15:17 |

### Clasificación de la regularidad
| Posición | Ciclista             | Equipo                | Puntos |
|          | Patrocinio Jiménez   | Selección de Colombia | 63     |
| 2°       | Luis Enrique Murillo | Selección de Colombia | 51     |
| 3°       | Domingo Mercado      | Lotería del Táchira   | 46     |

### Clasificación de la montaña
| Posición | Ciclista             | Equipo                | Puntos |
|          | Patrocinio Jiménez   | Selección de Colombia | 12     |
| 2°       | Leonardo Bonilla     | Club Martell          | 10     |
| 3°       | Luis Enrique Murillo | Selección de Colombia | 8      |

### Clasificación de los metas volantes
| Posición | Ciclista         | Equipo                       | Puntos |
|          | Anatoly Slauta   | Selección de Unión Soviética | 27     |
| 2°       | Ryszard Wawrzuta | Selección de Polonia         | 20     |
| 3°       | Luis Vivas       | Club Martell                 | 13     |

### Clasificación por equipos
| Posición | Equipo                | Tiempo    |
|          | Selección de Colombia | 92:44:43  |
| 2°       | Lotería del Táchira   | + 20:25   |
| 3°       | Club Martell          | + 1:14:51 |